# Old New Borrowed and Blue
Old New Borrowed and Blue es el cuarto álbum de estudio de la banda de rock británica Slade, publicado el 15 de febrero de 1974. El álbum alcanzó el tope de las listas de éxitos británicas y fue certificado como disco de oro el mismo mes de su lanzamiento.

## Lista de canciones
1. "Just Want a Little Bit" (Thornton, Bass, Washington, Brown, Thompson) — 4:02
2. "When the Lights are Out" (Holder, Lea) — 3:06
3. "My Town" (Holder, Lea) — 3:07
4. "Find Yourself a Rainbow" (Holder, Lea) — 2:12
5. "Miles Out to Sea" (Holder, Lea) — 3:50
6. "We're Really Gonna Raise the Roof" (Holder, Lea) — 3:10
7. "Do We Still Do It" (Holder, Lea) — 3:02
8. "How Can It Be" (Holder, Lea) — 3:02
9. "Don't Blame Me" (Holder, Lea) — 2:33
10. "My Friend Stan" (Holder, Lea) — 2:42
11. "Everyday" (Holder, Lea) — 3:11
12. "Good Time Gals" (Holder, Lea) — 3:34

## Créditos
- Noddy Holder — voz, guitarra
- Dave Hill — guitarra
- Jim Lea — bajo, voz, piano
- Don Powell — batería